# Rancho carnavalesco
El Rancho carnavalesco fue un tipo de agremiación carnavalesca típica de la ciudad de Río de Janeiro entre finales del siglo XIX y la primera mitad del siglo XX en su fase dorada, existiendo hasta la década de 1990. La procesión tenía la presencia de un rey y una reina, al son de una marcha con ritmo más lento que la samba, acompañada de instrumentos de viento y cuerda.
El primer rancho carnavalesco fue el de los "Reis de Ouro" (en español: "Reyes de Oro"), creado por Hilário Jovino Ferreira, quien introdujo novedades en el carnaval carioca, como el enredo, personajes como la pareja de mestre-sala y porta-bandeira y el uso de instrumentos de cuerda y viento. Casi 10 años después de su extinción total, se creó un nuevo rancho en Copacabana, "Flor do Sereno".
Los ranchos estaban fuertemente influenciados por el folclore negro, como el Cucumbi y las Congadas, posiblemente traídos por africanos de origen bantú y sudanés, y por las tradiciones musicales populares portuguesas, muy extendidas entre los sectores más desfavorecidos de la población de Río de Janeiro. Los ranchos se identificaban con la clase media, mientras que las escuelas de samba, en sus orígenes, se identificaban con las clases sociales más bajas. Aunque originarios de Río de Janeiro, los ranchos se exportaron a otros estados. En Belém do Pará, el Rancho Não Posso Me Amofiná se hizo famoso, ganando varias veces el concurso local de ranchos y convirtiéndose posteriormente en una escuela de samba.